# Xylotrechus multinotatus
Xylotrechus multinotatus är en skalbaggsart som beskrevs av Maurice Pic 1904. Xylotrechus multinotatus ingår i släktet Xylotrechus och familjen långhorningar. Inga underarter finns listade i Catalogue of Life.